# Inside Llewyn Davis
Inside Llewyn Davis är en dramakomedi från 2013 skriven och regisserad av Joel och Ethan Coen. I rollerna finns bland andra Oscar Isaac, Carey Mulligan och John Goodman.
Filmen utspelar sig 1961 och följer den unge folksångaren Llewyn Davis (Isaac) under en vecka i hans liv när han rör sig i musikscenen i Greenwich Village i New York. Berättelsen är inspirerad av folksångaren Dave Van Ronks liv.
Filmen vann Grand Prix vid Filmfestivalen i Cannes 2013 där den premiärvisades 19 maj 2013. Den har nominerats i två kategorier vid Oscarsgalan 2014; Bästa foto och Bästa ljud. Den nominerades även till en Golden Globe Award för Bästa film – komedi eller musikal.

## Rollista
- Oscar Isaac – Llewyn Davis
- Carey Mulligan – Jean Berkey
- John Goodman – Roland Turner
- Garrett Hedlund – Johnny Five
- Justin Timberlake – Jim Berkey
- F. Murray Abraham – Bud Grossman
- Stark Sands – Troy Nelson
- Jeanine Serralles – Joy
- Adam Driver – Al Cody
- Ethan Phillips – Mitch Gorfein
- Alex Karpovsky – Marty Green
- Max Casella – Pappi Corsicato
- Benjamin Pike – Bob Dylan som ung